# Bifora americana
Bifora americana là một loài thực vật có hoa trong họ Hoa tán. Loài này được Benth. & Hook.f. ex S.Watson mô tả khoa học đầu tiên năm 1878.